# 山地蒲公英
山地蒲公英（学名：Taraxacum pseudoalpinum）为菊科蒲公英属的植物。分布于哈萨克斯坦、吉尔吉斯斯坦以及中国大陆的新疆等地，生长于海拔2,800米的地区，多生在亚高山草甸和森林草甸，目前尚未由人工引种栽培。